# Neder-Råbergstjärnen
Neder-Råbergstjärnen är en sjö i Bergs kommun i Jämtland och ingår i Ljungans huvudavrinningsområde. Sjön har en area på 0,105 kvadratkilometer och ligger 622,6 meter över havet.

## Delavrinningsområde
Neder-Råbergstjärnen ingår i det delavrinningsområde (696080-139034) som SMHI kallar för Mynnar i Flåsjön. Medelhöjden är 601 meter över havet och ytan är 16,51 kvadratkilometer. Det finns inga avrinningsområden uppströms utan avrinningsområdet är högsta punkten. Vattendraget som avvattnar avrinningsområdet har biflödesordning 2, vilket innebär att vattnet flödar genom totalt 2 vattendrag innan det når havet efter 284 kilometer. Avrinningsområdet består mestadels av skog (95 procent). Avrinningsområdet har 0,17 kvadratkilometer vattenytor vilket ger det en sjöprocent på 1 procent.